# María de Champaña
María de Champaña (aprox. 1174-9 de agosto de 1204) fue la emperatriz consorte de Balduino I de Constantinopla.

## Familia
Era hija de Enrique I de Champaña «el Liberal», conde de Champaña, y de María de Francia, hija del rey de Francia Luis VII de Francia (el joven) y de la famosa Leonor de Aquitania.
Su hermano Enrique II de Champaña llegó a ser rey de Jerusalén, aunque nunca usó dicho título. Su hermana Escolástica de Champaña se casó con Guillermo V de Macon y ambas hermanas son mencionadas por su nombre en la crónica de Albéric de Trois-Fontaines.

## Matrimonio
Según la crónica de Gilberto de Mons, María fue prometida a «Teobaldo», hijo del conde de Flandes y Henao en 1179. Se presume que Gilberto ha contribuido a errores en el registro del nombre de Balduino. Su prometido fue Balduino VI, hijo de Balduino V, conde de Henao y Margarita I, condesa de Flandes.
El 6 de enero de 1186, María y Balduino se casaron en Valenciennes. Tuvieron dos hijos conocidos:
- Juana, condesa de Flandes (1199/1200-5 de diciembre de 1244).
- Margarita, condesa de Flandes (2 de junio de 1202-10 de febrero de 1280).

## Emperatriz consorte
El 14 de abril de 1202 su esposo salió de Flandes para unirse a la Cuarta Cruzada. Esta cruzada se desvió hacia Constantinopla, capital del Imperio bizantino. Los cruzados saquearon la ciudad. Luego decidieron establecer un Imperio latino en lugar del caído griego. El 9 de mayo de 1204, Balduino fue elegido su primer emperador y haciendo a María emperatriz consorte.
María dejó Flandes para reunirse con su esposo, pero decidió visitar primero ultramar. Según Godofredo de Villehardouin no pudo reunirse con él en la cruzada anterior ya que estaba embarazada al momento de su partida. Después del parto, Margarita se recuperó lo suficiente y emprendió la marcha para unirse a él.
Partió del puerto de Marsella y desembarcó en Acre. Allí recibió un homenaje por Bohemundo IV de Antioquía. En Acre le llegaron noticias de la caída de Constantinopla y la proclamación de Balduino como el nuevo emperador. Quería zarpar a Constantinopla pero cayó enferma y murió en Tierra Santa.
La noticia de su muerte llegó a Constantinopla a través de los refuerzos cruzados de Siria. Balduino se afligió por la muerte de su esposa. Villehardouin registra que María «era una mujer amable y virtuosa y enormemente honorable».